# Lang weekeinde
Een lang weekeinde (Nederland) of een verlengd weekeinde (België) is een naam voor een weekeinde dat verlengd wordt met een vakantiedag en/of (verplichte) vrije dag op ten minste vrijdag en/of maandag. De aansluitende dinsdag of donderdag (bijvoorbeeld Hemelvaart) kan eventueel ook deel uitmaken van een lang weekeinde.